# Anastasija Zolotic
Anastasija Zolotic (Largo, 23 de noviembre de 2002) es una deportista estadounidense que compite en taekwondo.
Participó en los Juegos Olímpicos de Tokio 2020, obteniendo una medalla de oro en la categoría de –57 kg. En los Juegos Panamericanos de 2019 consiguió una medalla de oro, en la misma categoría.
Ganó dos medallas en el Campeonato Panamericano de Taekwondo, plata en 2021 y oro en 2024.

## Palmarés internacional
| Juegos Olímpicos        | Juegos Olímpicos        | Juegos Olímpicos | Juegos Olímpicos |
| Año                     | Lugar                   | Medalla          | Categoría        |
| ----------------------- | ----------------------- | ---------------- | ---------------- |
| 2020                    | Tokio (Japón)           | Medalla de oro   | –57 kg           |
| Juegos Panamericanos    |                         |                  |                  |
| Año                     | Lugar                   | Medalla          | Categoría        |
| 2019                    | Lima (Perú)             | Medalla de oro   | –57 kg           |
| Campeonato Panamericano |                         |                  |                  |
| Año                     | Lugar                   | Medalla          | Categoría        |
| 2021                    | Cancún (México)         | Medalla de plata | –62 kg           |
| 2024                    | Río de Janeiro (Brasil) | Medalla de oro   | –67 kg           |